# فهرست اندیس‌های استان آذربایجان غربی
این صفحه حاوی فهرست اندیس‌های استان آذربایجان غربی است. اندیس به معنی محدوده‌ای است که در آن آثار یک یا چند ماده معدنی، صرف نظر از اقتصادی بودن آن، مشاهده شده باشد و در صورت اقتصادی بودن، به آن معدن می‌گویند.

## فهرست
| نام اندیس            | موقعیت           | نوع اندیس      | ماده       | نوع ماده       | نوع کانه   | ژنز     | سنگ میزبان | لرزه‌خیزی |
| -------------------- | ---------------- | -------------- | ---------- | -------------- | ---------- | ------- | --- | -------- |
| آرخاشان              | حوالی سیه‌چشمه    | غیر فلزی       | تالک       | غیر فلزی       | تالک       | —       | — | غیر فعال |
| آشناک                | حوالی سلماس      | غیر فلزی       | سیلیس      | غیر فلزی       | —          | آذرین   | آهک | غیر فعال |
| آغباش                | حوالی خوی        | فلزی           | مس         | فلزی           | کالکوپیریت | آذرین   | متا بازالت، گابرو | غیر فعال |
| آغبرزه               | حوالی سلماس      | مصالح ساختمانی | سنگ تزئینی | مصالح ساختمانی | دولومیت    | رسوبی   | دولومیت‌های سلطانیه | غیر فعال |
| آق دره               | حوالی تخت سلیمان | فلزی           | آنتیموان   | فلزی           | —          | آذرین   | آهک | غیر فعال |
| آلاجوق               | حوالی تکاب       | غیر فلزی       | بنتونیت    | غیر فلزی       | —          | —       | — | —        |
| آلکاباد              | حوالی اشنویه     | غیر فلزی       | کانی رسی   | غیر فلزی       | —          | آذرین   | — | غیر فعال |
| آنومالی آغ برزی      | حوالی قطور       | فلزی           | طلا        | فلزی           | —          | آذرین   | شیل اسلیتی، ماسه‌سنگ، آهک، سنگ‌های ولکانیکی کواترنری                                                                          | غیر فعال |
| آنومالی اشنویه ۱     | حوالی اشنویه     | فلزی           | طلا        | فلزی           | —          | —       | سنگ آهک، آهک دولومیتی، شیل‌های میکادار خاکستری                                                                               | غیر فعال |
| آنومالی امامقلی کندی | حوالی ماکو       | فلزی           | طلا        | فلزی           | —          | —       | آهک، کنگلومرا، ماسه‌سنگ، مارن سبز                                                                                            | غیر فعال |
| آنومالی امین آباد ۱  | حوالی تکاب       | فلزی           | طلا        | فلزی           | —          | —       | کنگلومرا، ماسه‌سنگ، مارن | غیر فعال |
| آنومالی امین آباد ۲  | حوالی تکاب       | فلزی           | طلا        | فلزی           | —          | —       | — | —        |
| آنومالی اوچ دره      | حوالی صایین‌قلعه  | فلزی           | طلا        | فلزی           | —          | —       | گرانودیوریت، شیست، گنیس، ریولیت، تراکی آندزیت                                                                               | غیر فعال |
| آنومالی بادخرید      | حوالی تکاب       | فلزی           | طلا        | فلزی           | —          | —       | — | —        |
| آنومالی بالابان      | حوالی دیزج       | فلزی           | طلا        | فلزی           | —          | دگرگونی | سنگ‌های اولترامافیک سرپانتینیتی شده، گدازه‌های بالشتی بازالتی، گابرو، کنگلومرا، شیل، ماسه‌سنگ، آهک                             | غیر فعال |
| آنومالی برژوک        | حوالی دیزج       | فلزی           | طلا        | فلزی           | —          | —       | لیستونیت‌های سیلیسی و کربناتی                                                                                                | غیر فعال |
| آنومالی بغلچی        | حوالی دیزج       | فلزی           | طلا        | فلزی           | —          | آذرین   | گدازه‌های بالشتی بازالتی، گدازه‌های آندزیتی و داسیتی همراه با توف برشی با ترکیب ریوداسیتی و لیتیک توف و توفیت و سنگ آهک و شیل | غیر فعال |
| آنومالی بلسور سفلی   | حوالی دیزج       | فلزی           | طلا        | فلزی           | —          | آذرین   | آهک صورتی، چرت رادیولاریت‌دار و گدازه‌های بازالتی                                                                             | غیر فعال |
| آنومالی تازه آباد    | حوالی چاپان      | فلزی           | طلا        | فلزی           | —          | آذرین   | گرانیت، گرانودیوریت، کوارتزیت، کنگلومرای ماسه‌ای تا مارنی پلیوسن                                                             | غیر فعال |